# Bricqueville-sur-Mer
Bricqueville-sur-Mer é uma comuna francesa na região administrativa da Normandia, no departamento Mancha. Estende-se por uma área de 12,86 km². Em 2010 a comuna tinha 1 262 habitantes (densidade: 98,1 hab./km²).